# Zeche Vereinigte Maria Anna Steinbank
Die Zeche Vereinigte Maria Anna Steinbank war ein Steinkohlebergwerk im Stadtteil Höntrop des Bochumer Stadtbezirks Wattenscheid.
Die erste Verleihung eines Feldes geht auf das Jahr 1732 zurück. Sie besaß in der Phase des Tiefbaus insgesamt acht Schächte und war bis 1904 in Betrieb. Beim Schacht 4 an der Emilstraße betrieb man von 1878 bis 1904 zudem eine Kokerei. Die auch „Marianne“ genannte Zeche war die erste Zeche, die der Bochumer Verein zur Sicherung seiner Kohlebasis erwarb und 1904 an die Firma Stinnes verkaufte.
Die höchste Förderung erreichte die Zeche im Jahre 1903 mit 289.680 Tonnen bei 1.321 Beschäftigten. 1854 wurde durch die Zeche die Mariannenbahn zum Kohlentransport mit Anschluss an die Prinz-Wilhelm-Eisenbahn errichtet, aber nach neuem Bahn-Anschluss an die Bergisch-Märkische Eisenbahn in den 1860er Jahren wieder stillgelegt.

## Schachtanlagen

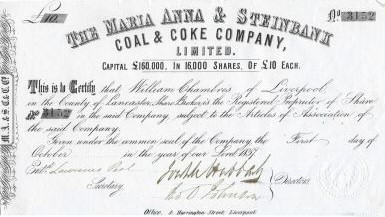
Aktie 1857

Der Tiefbau auf der Zeche begann im Jahre 1850. Am Eichsweg und Am Spelbergs Busch wurden zwei tonnlägige Schächte in den Berg getrieben. Auf Schacht 1 begann die Förderung 1852 und endete 1871. Schacht 2 wurde 1854 in Betrieb genommen und 1878 stillgelegt und verfüllt.

### Schacht 3 am Reiterweg
1858 wurde Schacht 3 nördlich vom Reiterweg in Wattenscheid-Höntrop saiger angelegt. Bei 10 Meter Teufe erreichte dieser Schacht das Karbon. Die Förderung begann im Jahre 1860; ab 1869 wurde die Kohle zur heutigen S-Bahn-Linie der Bergisch-Märkischen Eisenbahn-Gesellschaft transportiert, im Jahr 1876 kam noch ein direkter Anschluss an den Bochumer Verein hinzu (der ab 1925 wieder als Teil der Anschlussbahn an das Werk Weitmar/Rombacher Hütte genutzt wurde). Teile dieser Anschlussbahn (z. B. die Brücke unter der S-Bahn-Linie hindurch) sind noch heute sichtbar. Weiterhin gab es eine ca. 2,5 km lange Tragseilbahn, die die Kohlen von der Zeche Hasenwinkel, die ebenfalls dem Bochumer Verein gehörte, zur Kokerei bzw. zum Bahnanschluss beförderte.

### Schacht 4 an der Emilstraße
Schacht 4, an der heutigen Emilstraße, wurde ab 1871 etwa 900 Meter östlich vom Bahnhof Höntrop saiger in den Berg getrieben und war von einem pyramidenförmigen Gerüst gekrönt, das als Vorläufer der späteren „echten“ Fördertürme zu betrachten ist – die zugehörige Fördermaschine war oben auf dem Turm platziert statt wie damals üblich seitwärts auf dem Erdboden. Zwischen 1878 und 1904 wurde auf Schacht 4 eine Kokerei betrieben. Der Kohlen- und Kokstransport erfolgte sowohl über eine 1875 gebaute direkte Verbindung zum Bochumer Verein wie auch über die direkt am Zechengelände liegende Bergisch-Märkische Bahn.
Beide Schächte wurden 1904 stillgelegt und zwei Jahre später verfüllt. Hierbei kam es zu einem schweren Unfall: Während der Abbrucharbeiten auf Schacht 4 stürzte der (durch die oben aufgesetzte Maschine stark kopflastige) Förderturm in die Schachtgrube hinunter, wo er sich in einer Tiefe von 40 Metern Tiefe verkeilte. Dies verhinderte eine weitere Auffüllung der tieferen Grubenbaue, half aber umso besser, die oberen Sektionen des Schachtes abzuriegeln und zu verfüllen.

#### Das Gelände nach Betriebsende
Auf der Haldenfläche des Schachtes 4 an der heutigen Emilstraße befand sich während des Zweiten Weltkrieges ein Zwangsarbeiterlager des Bochumer Vereins. In der Nachkriegszeit wurden die Bauten des Lagers und die in den 1960er errichteten Häuser als sogenannte Schlichtwohnungen genutzt. Nach deren Abriss diente der Platz einige Zeit als Container-Müllsammelplatz des Fuhrparks Bochum für Bochumer Bürger.

### Weitere Schächte
Neben diesen Förderschächten betrieb die Zeche Vereinigte Maria Anna Steinbank drei Wetterschächte:
- Der Schacht Übelgünne wurde 1885 geteuft und war ab 1886 in Betrieb. 1899 gelangte dieser Schacht an die Zeche Vereinigte Engelsburg.
- Der Wetterschacht Freies Feld wurde 1897 abgeteuft und 1904 stillgelegt.
- Ein weiterer Wetterschacht wurde in Feld Schwarze Junge 1894 geteuft und war von 1895 bis 1904 in Betrieb.

## Relikte
Das Gelände von Schacht I liegt heute auf landwirtschaftlicher und bebauter Fläche.
In dem Bereich des Schacht II ist heute die Wohnbebauung der Straße Pappelweg. Die Erinnerungstafel an den Schacht steht auf dem Platz der Straße Spelbergsbusch.
Das Zechengelände von Schacht III selbst liegt heute zum größten Teil in einer Parkanlage, das Maschinenhaus von Schacht III (Eppendorf) der Zeche ist Teil eines Reiterhofs und die ehemalige Abraumhalde wird als Trimmdichpfad benutzt.
Auf dem Gelände von Schacht IV ist heute Wohnbebauung und Brachfläche.
Im Jahre 2000 erlangte die Zeche noch einmal größere Aufmerksamkeit. Ab dem 2. Januar 2000 zog ein Tagesbruch, das sogenannte Höntroper Loch in der Emilstraße, dem noch ein zweites aufgrund von Hohlräumen der Zeche folgte, ein großes Medienecho nach sich. In den beiden etwa 15 m tiefen Löchern verschwanden unter anderem zwei Garagen.
2021 wurde die Zeche in die Route der Industriekultur aufgenommen.
An die Zeche erinnern auch etliche Informationstafeln des Bergbauwanderwegs Wattenscheid-Höntrop. Die Tafel der Zeche Maria Anna & Steinbank, Schacht 4 ist auf der Übersichtskarte an dem Standort der Zeche und des Höntroper Lochs eingezeichnet. Sie steht allerdings an dem alten Startpunkt des Start des Bergbauwanderwegs am Parkplatz an der Höntroper Straße, und somit ohne jeglichen örtlichen Zusammenhang mit dem Inhalt der Tafel.